# Élections au Danemark

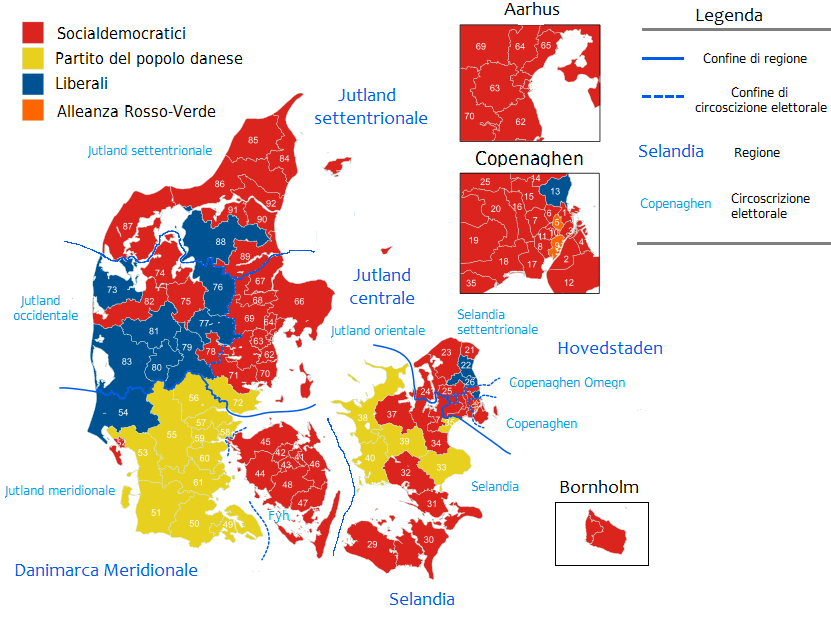
Résultats des élections en 2015.

Le Danemark est une monarchie constitutionnelle à régime parlementaire.
Quatre types d'élections ont lieu au Danemark :
- les élections européennes ;
- les élections législatives ;
- les élections régionales ;
- les élections municipales.

## Élections européennes

### Modalités du scrutin
Les élections européennes sont les élections des députés au Parlement européen. Elles sont régies par l'article 14 du Traité sur l'Union européenne et par la Loi électorale sur les députés danois au Parlement européen (Bekendtgørelse af lov om valg af danske medlemmer til Europa-Parlamentet).
Les députés européens sont élus au suffrage universel direct pour un mandat de cinq ans. Les élections européennes ont eu lieu pour la première fois en 1979. Le nombre de sièges à pourvoir est variable ; il est fixé pour chaque législature par une décision conjointe du Parlement européen et du Conseil des ministres. Les citoyens danois et les citoyens d'un autre État membre de l’Union européenne résidant au Danemark ont le droit de vote. Le mode de scrutin est proportionnel. Le territoire du Danemark est une circonscription unique.

### Historique
| Année | S | V | N | KF | D | FP | F | J | B | DF | Siumut | Total |
| ----- | - | - | - | -- | - | -- | - | - | - | -- | ------ | ----- |
| 1979  | 3 | 3 | 4 | 2  | 1 | 1  | 1 |   |   |    | 1      | 16    |
| 1984  | 3 | 2 | 4 | 4  | 1 |    | 1 |   |   |    | 1      | 16    |
| 1989  | 4 | 3 | 4 | 2  | 2 |    | 1 |   |   |    |        | 16    |
| 1994  | 3 | 4 | 2 | 3  |   |    | 1 | 2 | 1 |    |        | 16    |
| 1999  | 3 | 5 | 1 | 1  |   |    | 1 | 3 | 1 | 1  |        | 16    |
| 2004  | 5 | 3 | 1 | 1  |   |    | 1 | 1 | 1 | 1  |        | 14    |
| 2009  | 4 | 3 | 1 | 1  |   |    | 2 |   |   | 2  |        | 13    |
| 2014  | 3 | 2 | 1 | 1  |   |    | 1 |   | 1 | 4  |        | 13    |

## Élections législatives

### Système électoral
Les élections législatives sont les élections des députés au Folketing, qui est le Parlement unicaméral du Danemark. Elles sont régies par les articles 28 à 33 de la Constitution du Danemark, et par la Loi sur les élections au Folketing (Bekendtgørelse af lov om valg til Folketinget).
Les 179 députés du Folketing sont élus au suffrage universel direct pour un mandat de quatre ans via un système électoral mixte associant un scrutin proportionnel plurinominal dans le cadre de la circonscription associé à une répartition par compensation.
Les 179 députés sont répartis :
- 175 pour le Danemark,
- 2 aux Îles Féroé,
- 2 au Groenland[6].

Les 175 sièges pour le Danemark, sont répartis entre 3 régions : Copenhague, le Jutland et les îles. Ces 3 régions sont subdivisées en 3 circonscriptions urbaines et 7 circonscriptions rurales. Le nombre de sièges alloués à chacune de ces circonscriptions, est proportionnel au nombre de ses habitants, est revu tous les cinq ans. 135 de ces sièges sont réservés au scrutin de circonscription, répartis avec la méthode de Hondt, les 40 autres étant compensatoires et répartis entre les différentes formations politiques faisant leur entrée au parlement dans le but de leur assurer une représentativité aussi exacte que possible. Pour accéder à la répartition des sièges compensatoires, une formation doit avoir obtenu un minimum de sièges dans une circonscription donnée ou bien un nombre de suffrages supérieur ou égal au nombre de voix nécessaires à l'obtention d'un siège dans au moins 2 des 3 régions du royaume, ou encore au moins 2% des suffrages exprimés au niveau national. Les sièges compensatoires sont attribués entre les régions et circonscriptions avec la méthode de Sainte-Laguë. Les électeurs disposent en outre d'un vote préférentiel, leur permettant d'exprimer leur préférence pour un candidat au sein de la liste pour laquelle ils votent : la répartition des sièges au sein des listes s'opère donc en fonction des votes préférentiels, les candidats élus étant ceux ayant rassemblé le plus de votes préférentiels sur leur nom.
Sont électeurs et éligibles tous les citoyens danois résidant au Danemark et âgés de dix-huit ans révolus inscrits à l'état civil (en).
Pour présenter des listes aux élections législatives, tout parti doit être représenté au Folketing au moment de la tenue du scrutin. Si tel n'est pas le cas, il doit alors recueillir un nombre de signatures correspondant à 1/175e des votes déclarés valides lors des dernières élections législatives.

### Historique
- Élections législatives danoises de 1849
- Élections législatives danoises de 1852
- Élections législatives danoises de 1853
- Élections législatives danoises de 1854
- Élections législatives danoises de 1855
- Élections législatives danoises de 1861
- Élections législatives danoises de 1864
- Élections législatives danoises de 1866
- Élections législatives danoises de 1869
- Élections législatives danoises de 1872
- Élections législatives danoises de 1873
- Élections législatives danoises de 1876
- Élections législatives danoises de 1879
- Élections législatives danoises de 1881
- Élections législatives danoises de 1884
- Élections législatives danoises de 1887
- Élections législatives danoises de 1890
- Élections législatives danoises de 1892
- Élections législatives danoises de 1895
- Élections législatives danoises de 1898
- Élections législatives danoises de 1901
- Élections législatives danoises de 1903
- Élections législatives danoises de 1906
- Élections législatives danoises de 1909
- Élections législatives danoises de 1910
- Élections législatives danoises de 1913
- Élections législatives danoises de 1915
- Élections législatives danoises de 1918
- Élections législatives danoises d'avril 1920
- Élections législatives danoises de juillet 1920
- Élections législatives danoises de septembre 1920
- Élections législatives danoises de 1924
- Élections législatives danoises de 1926
- Élections législatives danoises de 1929
- Élections législatives danoises de 1932
- Élections législatives danoises de 1935
- Élections législatives danoises de 1939
- Élections législatives danoises de 1943
- Élections législatives danoises de 1945
- Élections législatives danoises de 1947
- Élections législatives danoises de 1950
- Élections législatives danoises d'avril 1953
- Élections législatives danoises de septembre 1953
- Élections législatives danoises de 1957
- Élections législatives danoises de 1960
- Élections législatives danoises de 1964
- Élections législatives danoises de 1966
- Élections législatives danoises de 1968
- Élections législatives danoises de 1971
- Élections législatives danoises de 1973
- Élections législatives danoises de 1975
- Élections législatives danoises de 1977
- Élections législatives danoises de 1979
- Élections législatives danoises de 1981
- Élections législatives danoises de 1984
- Élections législatives danoises de 1987
- Élections législatives danoises de 1990
- Élections législatives danoises de 1994
- Élections législatives danoises de 1998
- Élections législatives danoises de 2001
- Élections législatives danoises de 2005
- Élections législatives danoises de 2007
- Élections législatives danoises de 2011
- Élections législatives danoises de 2015
- Élections législatives danoises de 2019
- Élections législatives danoises de 2022

## Élections régionales

### Modalités du scrutin
Les élections régionales sont les élections des conseillers régionaux dans les cinq régions du Danemark depuis 2007. Auparavant, elles désignaient les élections des conseillers régionaux dans les treize Amter ou départements. Les élections régionales sont régies par la loi sur les élections locales et régionales (Bekendtgørelse af lov om kommunale og regionale valg).
Chaque Conseil régional est composé de 41 conseillers régionaux élus au suffrage universel direct pour un mandat de quatre ans. Sont électeurs et éligibles les citoyens danois, et les ressortissants d'un autre État membre de l’Union européenne, de la Norvège ou de l’Islande résidant au Danemark depuis au moins trois ans et âgés de dix-huit ans révolus. Le mode de scrutin est proportionnel. Depuis 1937, les élections régionales ont lieu en même temps que les élections municipales.

### Historique
- Élections régionales danoises de 1937
- Élections régionales danoises de 1943
- Élections régionales danoises de 1946
- Élections régionales danoises de 1950
- Élections régionales danoises de 1954
- Élections régionales danoises de 1958
- Élections régionales danoises de 1962
- Élections régionales danoises de 1966
- Élections régionales danoises de 1970
- Élections régionales danoises de 1974
- Élections régionales danoises de 1978
- Élections régionales danoises de 1981
- Élections régionales danoises de 1985
- Élections régionales danoises de 1989
- Élections régionales danoises de 1993
- Élections régionales danoises de 1997
- Élections régionales danoises de 2001
- Élections régionales danoises de 2005
- Élections régionales danoises de 2009
- Élections régionales danoises de 2013
- Élections régionales danoises de 2017
- Élections régionales danoises de 2021

## Élections municipales

### Modalités du scrutin
Les élections municipales sont les élections des conseillers municipaux dans les 98 communes du Danemark. Elles sont régies par la loi sur les élections locales et régionales (Bekendtgørelse af lov om kommunale og regionale valg).
Les conseillers municipaux sont élus au suffrage universel direct pour un mandat de quatre ans. Sont électeurs et éligibles les citoyens danois, et les ressortissants d'un autre État membre de l’Union européenne, de la Norvège ou de l’Islande résidant au Danemark depuis au moins trois ans et âgés de dix-huit ans révolus. Le mode de scrutin est proportionnel. Depuis 1937, les élections municipales ont lieu en même temps que les élections régionales.

### Historique
- Élections municipales danoises de 1921
- Élections municipales danoises de 1925
- Élections municipales danoises de 1929
- Élections municipales danoises de 1933
- Élections municipales danoises de 1937
- Élections municipales danoises de 1943
- Élections municipales danoises de 1946
- Élections municipales danoises de 1950
- Élections municipales danoises de 1954
- Élections municipales danoises de 1958
- Élections municipales danoises de 1962
- Élections municipales danoises de 1966
- Élections municipales danoises de 1970
- Élections municipales danoises de 1974
- Élections municipales danoises de 1978
- Élections municipales danoises de 1981
- Élections municipales danoises de 1985
- Élections municipales danoises de 1989
- Élections municipales danoises de 1993
- Élections municipales danoises de 1997
- Élections municipales danoises de 2001
- Élections municipales danoises de 2005
- Élections municipales danoises de 2009
- Élections municipales danoises de 2013
- Élections municipales danoises de 2017
- Élections municipales danoises de 2021